# Artena
För andra betydelser, se Artena (olika betydelser).
Artena är en ort och kommun i storstadsregionen Rom, innan 2015 provinsen Rom, i regionen Lazio i Italien. Kommunen hade 14 086 invånare (2018).